# Orchestra Wives
Orchestra Wives é um filme norte-americano de 1942, do gênero drama musical, dirigido por Archie Mayo e estrelado por George Montgomery e Ann Rutherford.
Possivelmente o melhor filme já produzido com danças ao som de uma big band, Orchestra Wives se beneficia da presença de Glenn Miller no último dos três filmes em que atuou. Ele e sua orquestra executam vários números, entre eles "Moonlight Serenade", 'Serenade in Blue", "Chattanooga Choo Choo" e "I've Got a Gal in Kalamazoo", que foi indicada ao Oscar.

## Sinopse
Gene Morrison e sua orquestra decidem fazer uma excursão pela Costa Oeste. No caminho, o trompetista Bill Abbott conhece Connie Ward e, impulsivamente, casa-se com ela. Connie o segue, mas logo descobre que a vida na estrada é um desafio. Não demora e entra em choque com Jaynie Stevens, ex-namorada de Bill, e com Natalie, Caroline e Elsie, esposas que também seguem seus maridos, todas fofoqueiras. O conflito, finalmente, resulta na separação do casal e no fim da orquestra. Arrependida, Connie tenta consertar as coisas, no que tem o auxilio do pai.

## Premiações
| Patrocinador                                  | Prêmio | Categoria              | Situação |
| --------------------------------------------- | ------ | ---------------------- | -------- |
| Academia de Artes e Ciências Cinematográficas | Oscar  | Melhor Canção Original | Indicado |

## Elenco
| Ator/Atriz            | Personagem            |
| --------------------- | --------------------- |
| George Montgomery     | Bill Abbott           |
| Ann Rutherford        | Connie Abbott         |
| Glenn Miller          | Gene Morrison         |
| Lynn Bari             | Jaynie Stevens        |
| Carole Landis         | Natalie Mercer        |
| Cesar Romero          | Sinjin                |
| Virginia Gilmore      | Elsie                 |
| Mary Beth Hughes      | Caroline Steele       |
| The Nicholas Brothers | The Nicholas Brothers |
| Tamara Geva           | Senhora Beck          |
| Frank Orth            | Rex Willet            |
| Grant Mitchell        | Doutor Ward           |
| Harry Morgan          | Cully                 |
| Jackie Gleason        | Ben Beck              |
| Dale Evans            | Amiga de Connie       |